# Altoona (Wisconsin)
Altoona – miasto w Stanach Zjednoczonych, w stanie Wisconsin, w hrabstwie Eau Claire.